# MERRY-LIFE-GOES-ROUND/TRUE, BABY TRUE.
「MERRY-LIFE-GOES-ROUND/TRUE, BABY TRUE.」（メリー・ライフ・ゴーズ・ラウンド/トゥルー、ベイビー・トゥルー。）は、DREAMS COME TRUEの42枚目のシングル（両A面シングル）。

## 概要
- 前作「またね」から4ヶ月ぶりとなる2008年のシングル第2弾。デビュー20周年カウントダウン企画「3,2,1,0!もう一度、生まれよう。」の第1弾「3,」である。
- 両A面シングルとしてリリース。収録曲はこの2曲のみであり、カップリング曲は存在しない。
- 初回プレスには差し替えジャケット封入。
- 両曲ともにアルバム『DO YOU DREAMS COME TRUE?』に収録。尚、『TRUE, BABY TRUE.』は「EXTENDED VERSION」としてアルバムバージョンで収録される。また、2011年発売の企画ベストアルバム『THE SOUL FOR THE PEOPLE 〜東日本大震災支援ベストアルバム〜』と2015年に発売されたオールタイム・ベストアルバム『DREAMS COME TRUE THE BEST! 私のドリカム』も両曲収録されている。

## 収録曲
1. MERRY-LIFE-GOES-ROUND
  - 作詞・作曲：吉田美和、 編曲：中村正人
  - 花王「AUBE」CMソング。
  - ビデオクリップには、ドリカムのメンバーが全く出演せず、Every Little Thingボーカルの持田香織が出演している[1]。ドリカムのメンバーから直接持田に依頼して実現した共演であり、アーティストのビデオクリップに別のアーティストが主役として出演することは日本の音楽界においては史上初の出来事であった[1]。また、持田がアカペラで歌うシーンがある[1]。
  - この曲のビデオ・クリップは、DVD「20th Anniversary DREAMS COME TRUE CONCERT TOUR 2009 "ドリしてます?"」〈初回盤〉に収録された。また、2018年10月31日にDREAMS COME TRUEの公式YouTubeチャンネルで公開された。
2. TRUE, BABY TRUE.
  - 作詞：吉田美和、作曲・編曲：中村正人
  - アサヒビール&カゴメ共同開発商品「アサヒ ベジッシュ」CMソング。
  - 歌詞カードには「TRUE, BABY TRUE.」の部分のみ太字で表示されている。また、アルバム「DO YOU DREAMS COME TRUE?」、DVD/Blu-ray「20th Anniversary DREAMS COME TRUE CONCERT TOUR 2009 "ドリしてます?"」の曲目部分も太字になっている。

## 収録アルバム
- DO YOU DREAMS COME TRUE? (#1,2、#2はEXTENDED VERSION)
- THE SOUL FOR THE PEOPLE 〜東日本大震災支援ベストアルバム〜 (#1,2)
- DREAMS COME TRUE THE BEST! 私のドリカム (#1,2)